# St. Walburga (Alfen)

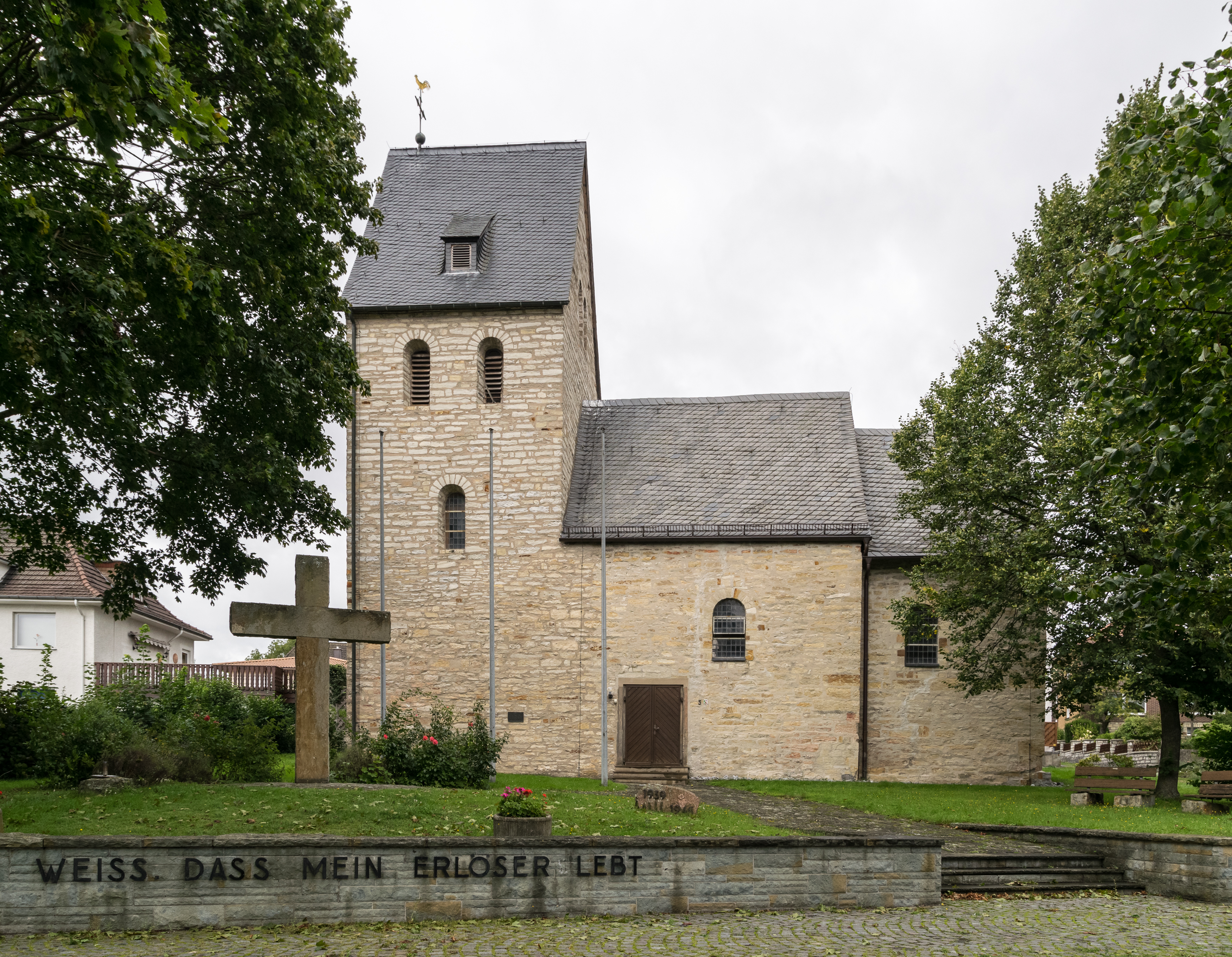
St. Walburga in Borchen-Alfen

St. Walburga ist eine katholische Pfarrkirche in Borchen-Alfen im Kreis Paderborn, Nordrhein-Westfalen. Kirche und Gemeinde gehören zum pastoralen Raum Elsen-Wewer-Borchen im Dekanat Paderborn des gleichnamigen Erzbistums.

## Baubeschreibung
Die Kirche aus dem 13. Jahrhundert ist einschiffig und einjochig und hat einen gerade geschlossenen Chor. Im Westen schließt sich der Wehrturm an. Die Kreuzgewölbe ruhen auf Eckpfeilern und werden von gotischen Gurt- und Blendbögen gegliedert. Das kuppelartige Gewölbe im Turm trägt sich ohne Pfeiler und Bögen.

## Ausstattung
Zur Ausstattung gehörte ein kelchförmiger Taufstein mit rundem, kannelierten Schaft. Das achteckige Becken wird von Engelsköpfen und der Inschrift Anno D. 1618 geziert. Weiterhin gibt es eine spätgotische hölzerne Pietà. Taufstein und eine steinerne spätgotische Madonna wurden 1974 in die gleichnamige neue Pfarrkirche umgesetzt.